# Serginho Greene
Serginho Greene (Ámsterdam, Países Bajos, 24 de junio de 1982) es un exfutbolista neerlandés, con ascendencia surinamés. Jugaba de defensa.

## Clubes
| Club         | País         | Año         |
| ------------ | ------------ | ----------- |
| HFC Haarlem  | Países Bajos | 2001 - 2002 |
| RKC Waalwijk | Países Bajos | 2002 - 2005 |
| Feyenoord    | Países Bajos | 2005-       |
| RKC Waalwijk | Países Bajos | 2016 - 2018 |